# Ustanak Žutih turbana
Ustanak Žutih turbana ili Ustanak Žutih šalova, ((kin.) 黃巾之亂, 黄巾之乱 huáng jīn zhī luàn) bio je veliki ustanak kineskih seljaka protiv vlasti cara Linga i dinastije Han. Pokrenuli su ga 184. godine pristaše tajnih taoističkih sekti i udruženja, čiji su sljedbenici kao znak raspoznavanja oko glave nosili žute vrpce (a po čemu je i odbio ime). Ustanici su na samom početku imali velike uspjehe, ali su već nakon godinu dana poraženi; manje skupine su nastavile pružati otpor carskim snagama sve do 205. Iako nije ostvario svoj neposredni cilj, ustanak je posredno doveo do kraja carskog režima, s obzirom na to da je njegov autoritet dvora krajnje kompromitiran, kao i oslabljen jačanjem vojnih komandanata koji su kao gospodari rata svrgnuli dinastiju i zamijenili je dugim periodom anarhije poznatom kao Tri kraljevstva.
Ustanak predstavlja početak radnje znamenitog kineskog književnog klasika Romansa Tri kraljevstva.